# 4764 Joneberhart
4764 Joneberhart è un asteroide della fascia principale. Scoperto nel 1983, presenta un'orbita caratterizzata da un semiasse maggiore pari a 1,9316907 UA e da un'eccentricità di 0,0471486, inclinata di 24,83426° rispetto all'eclittica.